# Familia Cruz
La Familia Cruz en Chile fue fundada por el capitán de marina, Giovanni della Croce Bernardotte españolizado en Juan de la Cruz y Bernardotte. Llegó a Chile en el año 1743.

## Origen
El fundador de la familia nació en Génova, Liguria en 1693. Enrolado en las tropas de Felipe V y posteriormente en las tropas de Carlos III. Bajo las órdenes del almirante Pizarro, llegó a Chile en 1743 a la ciudad de Concepción en la guerra de Arauco. El conde de Superunda, José Antonio Manso de Velasco, lo avecindó en San Agustín de Talca en 1744. Falleció en dicha ciudad  el 27 de enero de 1768.
Casó con Doña María Silveria Álvarez de Bahamonde y Herrera, criolla de antiguo linaje, cuya semblanza y las de sus hijos se contienen en distintos libros de historia de Chile.
Fueron fundadores de una de más importantes familias coloniales de Chile, que a través de seis de sus quince hijos, en uno de los cuales recaería título nobiliario, Condado de Maule,  se extendería generosamente en la trama de San Agustín de Talca y posteriormente Ciudad de Talca a través del vizcondado de casa Cruz, en cuya formación y desarrollo tuvo trascendental participación, para luego proyectarse en la sociedad santiaguina.

## Sus hijos
- i) Faustino de la Cruz y Bahamonde, nació en febrero de 1746  y fallecido en mayo de 1826. Casado con Mercedes Polloni Molina.
- ii) Jacinto de la Cruz y Bahamonde, nació en 1752, sacerdote.
- iii) Juan Esteban de  la Cruz y Bahamonde nació en y fallecido el 11 de mayo de 1802. Casado con María del Loreto Antúnez y Silva.
- iv) Vicente de la Cruz y Bahamonde nació julio de 1753 y fallecido 27 de octubre de 1823. Casado con Josefa Burgos y Fonseca.
- v) Juan Manuel de la Cruz y Bahamonde nació 23 de julio de 1756 y fallecido 12 de febrero de 1822 casado  en 1° matrimonio con Tomasa Antúnez y Silva (1 Hija) y 2° matrimonio con María de los Dolores Muñoz Plaza.
- vi) Ignacio de la Cruz y Bahamonde falleció menor.
- vii) María de los Ángeles de la Cruz y Bahamonde fallecida menor.
- viii) Anselmo de la Cruz y Bahamonde nació 19 de abril de 1764 y fallecido 23 de julio de 1833. Casado con Isabel Antúnez y Silva.
- ix) Juan de la Cruz y Bahamonde falleció pupilo.
- x) María Mercedes de la Cruz y Bahamonde fallecida en 1773. Casada con Juan Albano Pereira Márquez.
- xi) Bartolina de la Cruz y Bahamonde nació en 1750 y casada el 5 de abril de 1776 con Juan Albano Pereira Márquez y falleció en 1819.
- xii) Micaela de la Cruz y Bahamonde casada el 29 de septiembre de 1777 con Manuel de la Concha y Pérez de Velarde y falleció en 1823,
- xiii) María Rita de la Cruz y Bahamonde casada en 1° matrimonio con Ángel García y Prieto y 2° matrimonio Eugenio José Fernández de Braga y Burgos.
- xiv) Manuela de la Cruz y Bahamonde casada con Juan de Echeverría.
- xv) Nicolás de la Cruz y Bahamonde, nació 1760  y fallecido el 3 de enero de 1828. Casado con María Joaquina Jiménez de Velasco y Boneo.